# Життя в забутті
«Життя в забутті» (англ. Living in Oblivion) — американська незалежна сатирична чорна комедія 1995 року, написана і знята Томом ДіЧілло, в якій знялися Стів Бушемі, Кетрін Кінер, Дермот Малруні, Даніель фон Зернек та Джеймс ЛеГрос, а також Пітер Дінклейдж у своїй дебютній ролі.

## Сюжет
Фільм складається з трьох частин, в яких режисер, знімальна група та актори знімають малобюджетний фільм.

### Частина перша
Режисер Нік Рів (Стів Бушемі) знімає малобюджетний незалежний фільм у Нью-Йорку. Кейтерингова команда, що страждає від браку фінансування та байдужості, вирішує не замінювати пакет молока на столі крафтового сервісу протягом тижня. Зйомки сцени стають справжнім викликом: молода жінка, Еллен, дорікає своїй літній матері за те, що та не втручалася, коли батько бив її в дитинстві. На знімальному майданчику все йде шкереберть: кадри псуються через те, що в кадр постійно потрапляє мікрофон; асистент оператора не може втримати фокус, ламається освітлення, що змушує Кору (Ріка Мартенс), акторку, яка грає матір, забути свої репліки, а Ніколь (Кетрін Кінер), акторку Еллен, дедалі більше розсіяно та недбало ставитися до гри. Спустошений Нік просить акторів повторити сцену без камери, щоб освіжити пам’ять і повернути їм зібраність.
Коли Ніколь картає себе за слабку акторську гру, Кора заспокоює її жестом, що нагадує Ніколь такий самий рух, який колись робила її невиліковно хвора мати. Ніколь настільки зворушена цією згадкою, що видає несподівано пристрасну гру; Кора, приголомшена грою Ніколь, не поступається їй у майстерності. Спостерігаючи за ними, Нік наповнюється ентузіазмом. Однак, сцену не було знято, так як оператор Вульф (Дермот Малруні), який розбавляв погану каву зіпсованим молоком, увесь цей час блював у туалеті. Нік, з почуттям жалю, просить зробити ще один дубль. Цього разу акторів відволікає несподіваний звук. Ніхто не може визначити його джерело, і Нік зривається, гнівно сварячи команду й акторів за їхні недоліки. Раптом Нік прокидається у власному ліжку; звуком, що його розбудив, виявляється будильник. Це був сон. На годиннику 4:30 ранку, йому час на зйомки.

### Частина друга
Рано-вранці того ж дня виконавець головної ролі Чад Паломіно (Джеймс ЛеГрос) вдягається в готельному номері Ніколь. Вони провели ніч разом, і Чад пропонує зустрітися ще раз, але Ніколь ввічливо відмовляється. Чад і Ніколь прибувають на знімальний майданчик окремо. Їхні персонажі, Еллен і Деміан, закохані один в одного вже багато років, але так і не зізналися в цьому — аж до сцени, яку зніматимуть сьогодні. Однак зйомки стають майже неможливими через гру Чада. Він безперервно змінює позицію, займаючи місця, де його або зовсім не видно, або освітлення створює поганий кадр. Ніколь починає дратуватися через егоцентризм Чада, і коли він починає гладити її по голові, вона на мить втрачає самовладання, але одразу вибачається. Роздратований Чад вимагає приватної розмови з Ніком, і каже йому, що спав з Ніколь, натякаючи, що саме вона прагнула продовжити їхній роман. Щоб заспокоїти Чада, Нік погоджується, що Ніколь погана акторка. Ніколь підслуховує цю розмову через навушники звукорежисера. Прикидаючись винною, вона просить Ніка дозволити трохи імпровізації, а коли вони починають, вона гучно оголошує всім, що, хоча вона і спала з Чадом, зовсім не зацікавлена в ньому. Чад обурено покидає зйомки. З полегшенням, що більше не потрібно догоджати Чаду, Нік називає його «Hostess Twinkie motherfucker», і між ними розгорається бійка. Нік лупить Чада до непритомності й звільняє його. Він вибачається перед Ніколь і зізнається, що кохає її. Вони цілуються, і тут Ніколь раптово прокидається у власному ліжку, усвідомлюючи, що все це було лише сном.

### Частина третя
Того ж дня знімальна група готується до зйомок епізоду сну, в якому Ніколь в ролі Еллен стоїть на місці, а злобний карлик-актор Тіто (Пітер Дінклейдж) ходить навколо неї з яблуком. Нік стверджує, що виніс урок зі свого сну: «інколи треба просто змиритися з тим, що відбувається». Ніколь зізнається, що бачила сон за участю Ніка, але не розповідає йому деталей. Ніку вдається зберігати позитивний настрій, незважаючи на різні неприємності: димова машина запалюється, а його старенька мати Кора приїжджає на знімальний майданчик. Однак Тіто скаржиться, що його поява в епізоді сну — кліше, і залишає знімальний майданчик. Впевненість Ніка руйнується, і він оголошує, що фільм закінчено. У цей момент втручається його мати, хапає яблуко і оголошує, що вона «готова». Знімальна група починає знімати сцену, і її маніакальний перформанс додає їм енергії та впевненості. Нік у захваті і вирішує зберегти новий епізод сну, і настає напружений момент, коли звукорежисер записує 30-секундний звук у кімнаті. Всім акторам і знімальній групі вдається зберігати мовчання, і в цей момент кожен з них мріє про своє. Вони продовжують знімати наступний епізод.

## Акторський склад
| Актор              | Роль         |
| ------------------ | ------------ |
| Стів Бушемі        | Нік Рів      |
| Кетрін Кінер       | Ніколь       |
| Дермот Малруні     | Вульф        |
| Джеймс ЛеГрос      | Чад Паломіно |
| Деніелл фон Зернек | Ванда        |
| Ріка Мартенс       | Кора Рів     |
| Пітер Дінклейдж    | Тіто         |

## Виробництво
На створення фільму ДіЧілло надихнули розчарування, яких він зазнав під час зйомок фільму «Джонні Замша», а також його тривала боротьба за створення наступного запланованого фільму «Коробка місячного світла». «Життя у забутті» було відхилено всіма продюсерами, але актори та друзі режисера були настільки захоплені проектом, що профінансували його. Двоє продюсерів, Майкл Гріффітс та Гіларі Гілфорд, отримали ролі у фільмі за допомогу у фінансуванні стрічки.
Фільм розділений на три частини. Перша частина була знята за п'ять днів, і після того, як ДіЧілло зрозумів, що вона занадто коротка, щоб бути повнометражною, і занадто довга, щоб бути короткометражною, він розширив її до повнометражного фільму з другою і третьою частинами. Назва фільму була взята з хіта 80-х синті-поп виконавців Anything Box.

## Рецепція
Фільм отримав схвальні відгуки критиків. На веб-сайті Rotten Tomatoes рейтинг схвалення становить 86% на основі 36 відгуків із середнім рейтингом 7,7/10. На Metacritic фільм отримав середньозважену оцінку 81 зі 100 на основі 17 оглядів.
ДіЧілло виграв премію Волдо Солта за сценарій на кінофестивалі Sundance 1995 року.
Американський інститут кіно номінував фільм на 100 найсмішніших американських фільмів за 100 років.

## Випуск
Прем'єра відбулася 20 січня 1995 року на кінофестивалі Sundance. Реліз 2003 року від Sony Pictures Home Entertainment містить коментар Тома ДіЧілло, вилучені сцени та інтерв'ю з ДіЧілло і Бушемі. Shout! Factory випустила 2-дисковий набір Blu-ray 17 листопада 2015 року.